# Pont Yssoir
 (décembre 2015).
Si vous disposez d'ouvrages ou d'articles de référence ou si vous connaissez des sites web de qualité traitant du thème abordé ici, merci de compléter l'article en donnant les références utiles à sa vérifiabilité et en les liant à la section « Notes et références ».
Le pont Yssoir est un pont traversant la Sarthe et reliant les rives gauche et droite de la ville du Mans. Il relie les quartiers du Pré et Plantagenêt. Il s'agit là du pont historique de la ville puisqu'arrivant directement vers l'entrée principale de la vieille ville.

## Historique
Pendant des siècles, le pont Yssoir fut le plus emprunté pour se rendre au Mans. Avant le percement du tunnel des Jacobins, rejoindre le pont Perrin depuis la rive droite était plus que compliqué. Le pont Yssoir permettait ainsi de rejoindre les faubourgs de la rive droite, et de rejoindre les routes du Bas-Maine, de Bretagne et de Normandie. 
Mais à la base de ce pont se trouvait un tout autre ouvrage bien plus ancien, certainement gallo-romain souvent nommé Vieux-Pont. Il subira de nombreux outrages: guerres, inondations, gel... entrainant à plusieurs reprises la rupture de ses arches ou la perte de pierres se désagrégeant. En 1530, il est encore composé d'une partie "pont-levis" tout en bois. Mais 30 ans plus tard, le lieutenant général de la sénéchaussée du Maine pose la première pierre du nouveau pont Yssoir. Comme le précédent, il permet l'installation d'échoppes sur les bords et même la construction de maisons dans les angles. À mesure que le temps avance, le pont devient trop étroit, du moins trop petit pour voir passer deux voitures à cheval de front. Les piétons sont d'ailleurs invités à l'emprunter avec prudence à cause du fort trafic qui y transite. Les avants et arrières-becs des piles sont heureusement, aménagés comme lieu de cachette pour les piétons peu prudents. Jusqu'en 1862, l'école dite du Pont Perrin, réservée aux jeunes filles pauvres, fonctionne non loin du pont, côté faubourg du pré sur la rive droite. À la suite de la construction du pont Gambetta en 1878, le conseil général pense à détruire une partie du pont Saint-Jean un peu plus à l'est du pont Yssoir. On envisage de le remplacer par une arche marinière permettant aux bateaux de remonter la Sarthe. Le projet est abandonné mais le danger face aux crues de la Sarthe est toujours présent. Le 18 juin 1881, le conseil municipal ordonne la création d'une nouvelle passerelle, ce sera la passerelle Saint-Jean. Celle-ci est installée dès 1884 avec des piliers en pierre et un tablier en acier.À la fin du XIXe siècle, le pont Yssoir est côtoyé par un autre édifice, plus impressionnant celui-là, le pont en X de Harel de la Noë. Cette fierté mancelle ne permet cependant pas de faire passer les premiers véhicules motorisés au début du XXe siècle. Le pont en X est réservé aux trains départementaux dont la gare des Halles est situé à un kilomètre au bout du quai Louis Blanc.  
En 1944, les Allemands partent en laissant 6 torpilles prêtes à exploser sous la passerelle Saint-Jean. Des résistants de la ville opéreront au désamorçage, en même temps que celles du pont Gambetta. La passerelle est finalement détruite le 3 mai 1976. Pour élever les piles du nouveau pont, il faut creuser à plus 4,30 mètres sous le lit de la rivière. Ce travail dure trois mois. Vient ensuite le tour du tablier, large de 18 mètres. Les travaux coutent 3,6 millions de Francs dont 2,96 pris en charge par l'État. Le pont Yssoir fut d'abord réservé aux bus et aux deux-roues avant d'être ouvert à tous les véhicules.
Dans le courant des années 2020, une piste cyclable en site propre y est aménagée.